# レスペダミン
レスペダミン(Lespedamine)は、ヤマハギ(Lespedeza bicolor)に含まれるインドールアルカロイド、修飾トリプタミンである。幻覚性アルカロイドのジメチルトリプタミンと構造が似ており、アレクサンダー・シュルギンにより、幻覚性を持つと考えられたが、レスペダミンの生理活性については、未だ報告されていない。